# Komunikat Bibliograficzny
Komunikat Bibliograficzny. Kwartalnik Centralnej Biblioteki Wojskowej – pismo wojskowe wydawane w Warszawie od 1921 do 1939 roku jako miesięcznika następnie kwartalnik. Wydawcą była Centralna Biblioteka Wojskowa.
Do 1935 ukazywał się jako miesięcznik, w początkowym okresie stanowił dodatek do „Bellony”. Od nr 12 w 1924 stał się samodzielnym periodykiem, wydawanym przez Wojskowy Instytut Naukowo-Wydawniczy (WINW). Łącznie ukazało się 186 numerów. Pismo zajmowało rejestrowaniem pozycji bibliograficznych z zakresu wojskowości. W latach 1921–1939 opublikowano ponad 100 tysięcy pozycji bibliograficznych.